# NGC 891
NGC 891, també coneguda com a UGC 1831 o PGC 9031, és una galàxia espiral regular ubicada a 30 miilons d'anys llum de la Terra, a la constel·lació d'Andròmeda. Fou descoberta el 6 d'octubre del 1784 per l'astrònom alemany William Herschel. La galàxia forma part del grup de galàxies NGC 1023 al Supercúmul Local. Té un nucli H II.